# Nothin' You Can Do About It
Nothin' You Can Do About It è una brano musicale rock scritto e cantato da Richard Marx, estratto dal suo secondo album in studio Repeat Offender. La canzone venne pubblicata solo come singolo promozionale per le radio nel 1990, raggiungendo il dodicesimo posto della Mainstream Rock Songs.
Nella canzone suona il chitarrista Steve Lukather dei Toto.

## Formazione
- Richard Marx – voce
- Steve Lukather – chitarre
- John Pierce – basso
- Mike Baird – batteria
- Michael Omartian – pianoforte
- Bill Champlin – organo Hammond
- Bill Champlin, Bobby Kimball, Richard Marx – cori

## Classifiche
| Classifica (1990)             | Posizione massima |
| ----------------------------- | ----------------- |
| Stati Uniti (mainstream rock) | 12                |